# (12355) Coelho
(12355) Coelho ist ein Asteroid des äußeren Hauptgürtels, der am 18. August 1993 von dem belgischen Astronomen Eric Walter Elst am Schmidt-Teleskop des französischen Observatoire de Calern bei Grasse (IAU-Code 010) entdeckt wurde. Eine unbestätigte Sichtung des Asteroiden hatte es vorher schon am 14. Oktober 1979 unter der vorläufigen Bezeichnung 1979 TK2 am Krim-Observatorium in Nautschnyj gegeben.
Der Asteroid ist Mitglied der Koronis-Familie, einer Gruppe von Asteroiden, die nach (158) Koronis benannt ist. Die zeitlosen (nichtoskulierenden) Bahnelemente von (12355) Coelho sind fast identisch mit denjenigen von drei kleineren, wenn man von der Absoluten Helligkeit von 16,2, 17,3 und 17,1 gegenüber 13,5 ausgeht, Asteroiden: (179320) 2001 WH30, (341221) 2007 RB135 und (350457) 1997 UZ15.
(12355) Coelho wurde am 12. Juli 2014 nach dem brasilianischen Schriftsteller Paulo Coelho benannt. Im Benennungstext besonders hervorgehoben ist sein Roman aus dem Jahre 1988 „Der Alchimist“.